# ふきげんな過去
『ふきげんな過去』（ふきげんなかこ、英題：Kako: My Sullen Past ）は、2016年6月25日公開の日本映画。監督・脚本は前田司郎で本作が監督第2作目のオリジナルストーリー。主演は小泉今日子と二階堂ふみ。第19回上海国際映画祭パノラマ部門出品作品。

## キャスト
果子（かこ）　演 - 二階堂ふみ
北品川の食堂「蓮月庵」に暮らす高校生三年生。いつも不機嫌。
タイチの娘。
未来子（みきこ）　演 - 小泉今日子
18年前に死んだと思われていたが突然、サチの営む「蓮月庵」に姿を現す。
サチの長女。
サトエ　演 - 兵藤公美
夫のタイチと「蓮月庵」を手伝っている。
サチの次女。
レイ　演 - 黒川芽以
スナックを営んでいる。カナの母親。
サチの三女。
カナ　演 - 山田望叶
レイの娘。メガネの小学生。母親が働いている間、祖母のサチの家に預けられている。
サチの孫。果子のいとこ。
サチ　演 - 梅沢昌代
食堂「蓮月庵」の店主。
三人の娘（未来子・サトエ・レイ）の母親。果子・カナの祖母。
タイチ　演 - 板尾創路
妻のサトエと「蓮月庵」を手伝っている。
野村アリ　演 - AHMAD ALI
「蓮月庵」の料理人。サチの夫である前店主亡きあと寂れた居酒屋食堂となった「蓮月庵」でエジプト風の豆カレーなどの料理を作って繁盛させてる。以前、未来子の紹介でやって来たらしい。
康則　演 - 高良健吾
謎の男。ツバ広帽を被り冒頭の喫茶店や橋の上の交通事故現場などに現れる。
義足の男　演 - 児玉貴志
蓮月庵の三人娘達の幼馴染。足をサメに食われたと嘯いて松葉杖を突いている。
ヒサシ　演 - 山田裕貴
果子の彼氏でバンドマン。
果子の同級生　演 - 相楽樹
果子とは喧嘩中であり、路上ですれ違ってもお互い知らぬ顔。
蓮月庵の前店主（故人）　演 - 大竹まこと（写真のみ）
近所の店主　演 - きたろう
蓮月庵の常連客　演 - 斉木しげる

## あらすじ
東京・北品川の食堂「蓮月庵」を営むサチの下で暮らしている高校三年生・果子の夏休み。果子は嫌世的な持論をつぶやいてばかりいる。ご近所界隈では、河に現れる大型ワニに子供を食われたと言う海苔屋の本田の奥さんが竿を持って佇んでいたり、過去に起きた子供誘拐「やすのりちゃん事件」など不穏な噂が飛び交う中、果子は冷めており喫茶店で文庫本を読むのが日課だ。そんな中、18年前にとある事件で行方不明のまま他界したはずの未来子が「蓮月庵」に突然現れる。とある事件によって前科持ちとなった未来子は「蓮月庵」の二階の果子の部屋に身を隠す。一応、警察の目や訪問者には気を遣う未来子ではあるが、緊迫感が無くのんきな未来子に果子はイライラが募る。

## スタッフ
- 脚本・監督 - 前田司郎
- 音楽 - 岡田徹
- 主題歌 - 佐藤奈々子「花の夜」
- 撮影 - 佐々木靖之
- 美術 - 安宅紀史、田中直純
- 照明 - 友田直孝
- 録音 - 吉田憲義
- 編集 - 佐藤崇
- スタイリスト - 伊賀大介
- 衣装 - 渡部祥子
- ヘアメイク - 竹下フミ
- 助監督 - 小南敏也
- 制作担当 - 刈谷真
- ラインプロデューサー - 金森保
- アクションコーディネーター - 中村嘉夫
- MA - アオイスタジオ
- ラボ - IMAGICA
- プロデューサー - 森山敦、西ヶ谷寿一
- アソシエイトプロデューサー - 西宮由貴、山下義久
- 製作 - 重村博文、太田和宏
- 企画・製作幹事 - キングレコード
- 制作・配給 - 東京テアトル
- 制作協力 - キリシマ1945
- 宣伝 - ブリッジヘッド、ブラウニー
- 製作 - 2016「ふきげんな過去」製作委員会（キングレコード、東京テアトル）

## 受賞
- 第8回TAMA映画賞（2016年）[10]
  - 最優秀新進監督賞（前田司郎）
  - 最優秀女優賞（小泉今日子）